# Loi de finances en France
Pour des articles plus généraux, voir Finances publiques en France, Budget de l'État français, Processus législatif en France et Loi organique relative aux lois de finances.
En France, une loi de finances détermine et autorise chaque année les recettes et les dépenses de l’État. Elle est présentée par le Gouvernement et votée par le Parlement.

## Les lois de finances
Une loi de finances a pour objet de déterminer, pour un exercice, la nature, le montant et l'affectation des ressources et des charges de l'État, ainsi que l'équilibre budgétaire et financier qui en résulte. La loi de finances détermine les objectifs macro-économiques à atteindre, au cours de l'année civile suivante, ainsi que les moyens permettant de les atteindre.
Conséquence du principe d'annualité budgétaire, la loi de finances a la particularité d'être discutée et votée chaque année, et ce, suivant une procédure extraordinaire prévue par la Constitution et la loi organique relative aux lois de finances (LOLF).
Il ne faut pas la confondre avec la loi de financement de la Sécurité sociale qui est votée par le Parlement à la même période de l'année et suivant une procédure proche, mais qui ne concerne que les comptes de la Sécurité sociale.
Il existe, pour chaque année, plusieurs types de lois de finances :
- la loi de finances de l'année (dite aussi loi de finances initiale) ;
- les éventuelles lois de finances rectificatives et la loi de fin de gestion ;
- la loi relative aux résultats de gestion et portant approbation des comptes de l'année ;
- les éventuelles lois spéciales de finances.

Il existe aussi dans la Constitution, une possibilité pour le Gouvernement, si le Parlement ne s’est pas prononcé dans un délai de soixante-dix jours, de mettre en vigueur les dispositions du projet de loi de finances (PLF) par ordonnance. Cette possibilité n’a jamais été utilisée.
L’initiative des lois de finances est exclusivement gouvernementale, sous l’autorité du Premier ministre, le ministre chargé des finances prépare les projets de loi de finances. Les projets de loi de finances sont soumis en premier lieu à l’Assemblée nationale.

## La loi de finances initiale

### Procédure d'adoption de la loi de finances
La procédure d'adoption de la loi de finances déroge à celle des lois ordinaires.
Après la délibération en conseil des ministres, le même jour, le ou les ministre(s) présente(nt) le projet de loi finances initiale aux deux commissions parlementaires, puis en conférence de presse,. La présentation a lieu au plus tard le premier mardi d’octobre. Les projets de loi de finances et de financement de la sécurité sociale sont prioritaires par rapport aux autres textes législatifs.

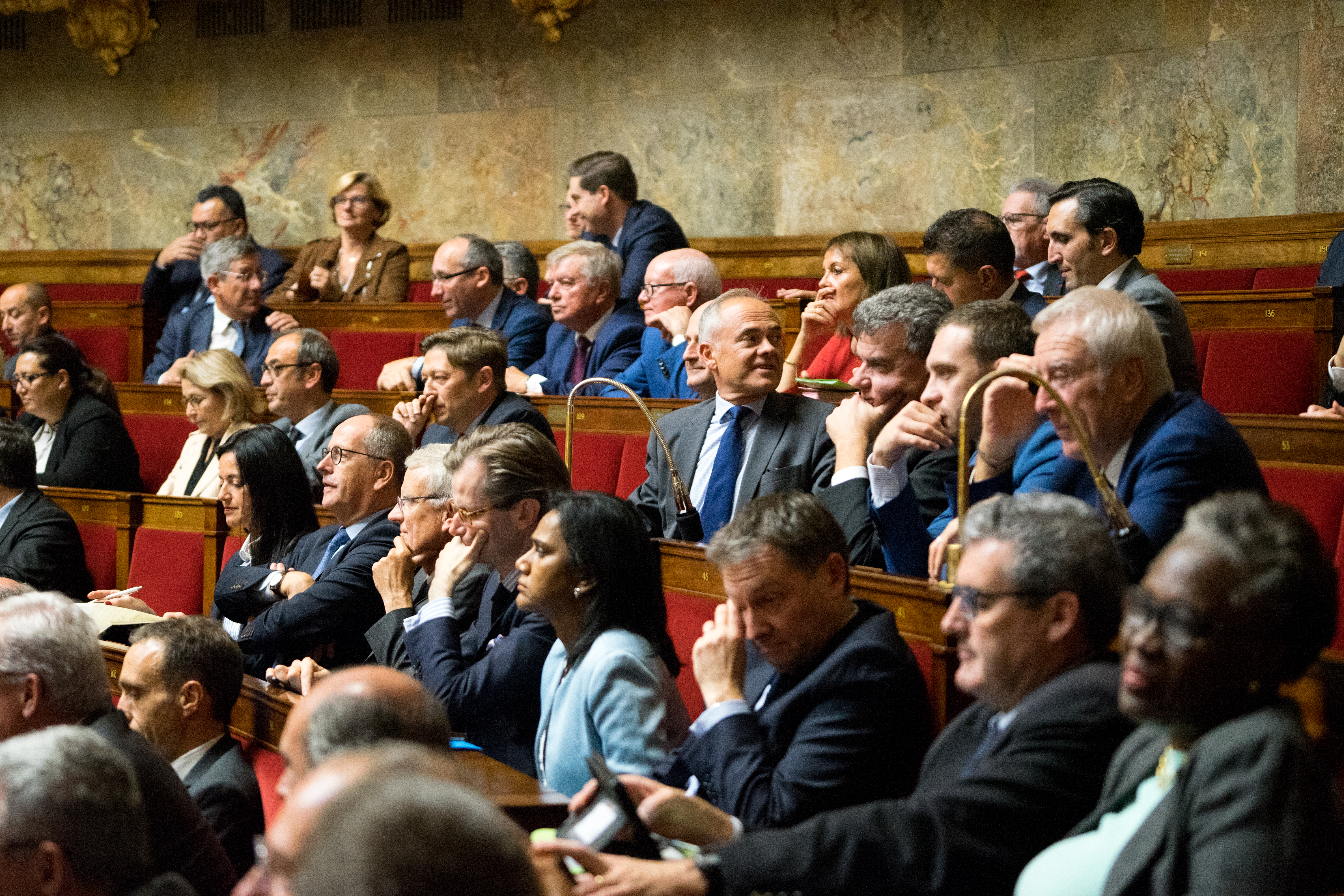
Hémicycle de l’Assemblée nationale.

Le texte est déposé en premier lieu à l’Assemblée nationale. La commission des finances est compétente pour examiner le projet. Plusieurs rapporteurs spéciaux sont nommés, chacun chargé d’une partie du budget. Le président et le rapporteur général de la Commission des finances se sont vu attribuer des pouvoirs spécifiques de contrôle, sur pièces et sur place, de l’emploi des crédits des départements ministériels. Dans les autres commissions, des rapporteurs pour avis examinent le budget sous des appréciations politiques ou plus qualitatives. Une centaine de députés est ainsi mobilisée.
En première lecture de la séance plénière, c’est le texte présenté par le Gouvernement qui est discuté et non celui adopté par la commission des Finances. Pour faire adopter son projet de loi de finances, le Gouvernement peut utiliser plusieurs articles de la Constitution ; comme pour une procédure législative ordinaire : le vote bloqué, la demande d’une seconde délibération, l’engagement de responsabilité. De plus, les députés ne peuvent proposer d’amendement qui « aurait pour conséquence soit une diminution des ressources publiques, soit la création ou l’aggravation d’une charge publique » (article 40 de la Constitution). Leur degré de liberté, pour les dépenses, est de déplacer des crédits au sein d’une mission,. Pour le budget général pour 2010, sur les 88 amendements déposés par les députés, six ont été adoptés (cinq amendements modifiant la répartition des crédits au sein d’une mission et un amendement de réduction de crédits), le montant total des crédits concernés étant toutefois modeste (15 millions d’euros). Le débat suit une organisation spécifique : tout d’abord la présentation générale, puis l’examen de la première partie du PLF. La discussion est ensuite interrompue par l’examen du projet de loi de financement de la sécurité sociale, puis s’ouvre la discussion sur les crédits, qui est la plus longue. Enfin, l’Assemblée aborde l’examen des articles non rattachés et des articles de récapitulation.
Si l’Assemblée nationale ne s’est pas prononcée en première lecture dans le délai de quarante jours après le dépôt, le Gouvernement saisit le Sénat qui doit statuer dans un délai de quinze jours. Le Sénat doit se prononcer en première lecture dans un délai de vingt jours après avoir été saisi. Dans le cas contraire, le Gouvernement saisit à nouveau l'Assemblée du texte soumis au Sénat, modifié, le cas échéant, par les amendements votés par le Sénat et acceptés par lui. Enfin, le Parlement doit se prononcer dans un délai de soixante-dix jours.
À titre d’exemple, le calendrier pour le projet de loi de finances pour 2019 était le suivant :
- présentation en Conseil des ministres et dépôt sur le bureau de l'Assemblée nationale le 24 septembre 2018 ;
- adoption par l’Assemblée nationale en première lecture le 20 novembre ;
- adoption d'un texte modifié par le Sénat en première lecture le 11 décembre ;
- échec de la commission mixte paritaire réunissant députés et sénateurs le 12 décembre ;
- adoption en nouvelle lecture par l’Assemblée nationale le 18 décembre ;
- rejet par le Sénat en nouvelle lecture le 19 décembre ;
- adoption en lecture définitive par l’Assemblée nationale le 20 décembre ;
- décision du Conseil constitutionnel (partiellement conforme) le 28 décembre ;
- promulgation le 28 décembre et parution au Journal officiel le 30 décembre[11].

### Contenu et présentation du projet de loi de finances
Les documents budgétaires sont accompagnés de nombreux documents annexes destinés à l'information et au contrôle du Parlement. Ils doivent être déposés sur le bureau des assemblées et distribués au moins cinq jours francs avant l'examen des recettes ou des crédits auxquels ils se rapportent.
Les annexes sont nommées d'après la couleur de leur couverture.

#### Les bleus budgétaires
Les annexes explicatives, ou encore fascicules budgétaires décrivent chacun en détail le contenu d'une mission du budget général, d'un budget annexe, ou d’un compte spécial. L'annexe inclut une présentation de la programmation pluriannuelle des crédits de chaque mission. Pour chaque programme, l'annexe comprend une présentation des crédits et des dépenses fiscales associées, et un projet annuel de performances (PAP).
Outre les annexes, on trouve un fascicule d'évaluation des voies et moyens en deux tomes analysant les prévisions de chaque recette budgétaire et présentant les dépenses fiscales.
En outre, le Gouvernement présente à l'ouverture de la session ordinaire un rapport retraçant l'ensemble des prélèvements obligatoires ainsi que leur évolution. Il comporte l'évaluation financière, pour l'année en cours et les deux années suivantes, de chacune des dispositions, de nature législative ou réglementaire, envisagées par le Gouvernement. Ce rapport peut faire l'objet d'un débat à l’Assemblée nationale et au Sénat.

#### Les jaunes budgétaires
Ces documents annexés au PLF ne sont pas prévus par la loi organique mais par les lois et règlements. Ils sont consacrés à certains sujets en particulier (agences de l'eau, aménagement du territoire, environnement...)

#### Les documents orange
Apparus en 2005, les documents de politique transversale décrivent la politique de l'État dans des domaines recouvrant plusieurs missions : action extérieure de l'État, politique en faveur du développement, sécurité routière, sécurité civile, enseignement supérieur, inclusion sociale, outre-mer et ville.

#### Autres documents informatifs
Enfin, une étude d'impact intitulée évaluation préalable des articles du projet de loi est obligatoirement jointe depuis 2010. Elle porte sur :
1. Les dispositions relatives aux ressources de l'État qui affectent l'équilibre budgétaire ;
2. Les dispositions relatives à l'assiette, au taux et aux modalités de recouvrement des impositions de toute nature qui n'affectent pas l'équilibre budgétaire ; celles affectant directement les dépenses budgétaires de l'année ; celles définissant les modalités de répartition des concours de l'État aux collectivités territoriales ; celles approuvant les conventions financières ; celles relatives à la comptabilité de l'État et au régime de la responsabilité pécuniaire des agents des services publics[LO 11].

### Contenu et présentation des lois de finances
La LOLF consacre son titre III au contenu et à la présentation des lois de finances. Celles-ci sont structurées en deux grandes parties distinctes relatives aux conditions générales de l'équilibre financier, pour la première, et aux moyens des politiques publiques pour la seconde. La seconde partie du projet de loi de finances de l'année et, s'il y a lieu, des projets de loi de finances rectificative, ne peut être mise en discussion devant une assemblée avant l'adoption de la première partie.

#### Article liminaire
La loi de finances comprend un article liminaire présentant un tableau de synthèse retraçant, pour l’année sur laquelle elles portent, l’état des prévisions de solde structurel et de solde effectif de l’ensemble des administrations publiques, avec l’indication des calculs permettant d'établir le passage de l'un à l'autre.

#### Première partie: conditions générales de l'équilibre financier
La première partie arrête les dispositions relatives à l'équilibre des ressources et des charges de l'État et comporte notamment :
- l'autorisation donnée au gouvernement aux fins de perception d'impôts et d'émission d'emprunts ;
- les dispositions relatives à la création, modification ou suppression des ressources publiques et leur perception ;
- les dispositions relatives aux charges de l'État et aux comptes spéciaux du trésor ainsi qu'au contrôle de l'emploi des fonds publics ;
- l’évaluation des recettes du budget général, des budgets annexes et des comptes spéciaux du trésor et l'évaluation globale des plafonds des charges de l’État ventilés par grande catégorie[LO 13].

#### Seconde partie: moyens des politiques publiques et mesures diverses
La seconde partie de la loi de finances fixe le montant des dépenses (autorisations d'engagement et crédits de paiement) pour chaque mission, ainsi que le plafond des autorisations d'emplois par ministère et par budget annexe.
Elle peut également comprendre des mesures fiscales n'ayant pas d'effet sur l'équilibre budgétaire, soit qu'elles concernent des recettes intégralement affectées à d'autres personnes que l'État (notamment les collectivités territoriales et les administrations de sécurité sociale), soit que leur entrée en vigueur soit repoussée à l'exercice suivant.

## La loi de finances spéciale
Dans certains cas, prévus par l'article 47 de la Constitution et l’article 45 de la loi organique relative aux lois de finances, une loi spéciale peut pallier l’impossibilité de promulguer la loi de finances de l’année avant le 31 décembre.
Lorsque le délai de soixante-dix jours prévu pour l’examen de la loi de finances est dépassé, le Gouvernement peut soumettre au vote de l'Assemblée nationale, avant le 11 décembre, la seule première partie de la loi de finances, qui devient un texte séparé transmis ensuite au Sénat. Une autre possibilité est, pour le Gouvernement, de déposer, avant le 19 décembre, un projet de loi spéciale l’autorisant à continuer à percevoir les impôts existants jusqu’au vote de la loi de finances de l’année.
Un autre cas de mise en œuvre d'une telle loi spéciale est celui où le Conseil constitutionnel censure la loi de finances après son adoption.
La loi spéciale autorise à percevoir les impôts existants, selon les barèmes en vigueur dans la loi de finances de l'année passée.
Une fois l'une de ces procédures suivie pour permettre de percevoir les recettes, le Gouvernement ouvre par décret des crédits correspondant aux « services votés », qui représentent le minimum de crédits que le Gouvernement juge indispensable pour poursuivre l’exécution des services publics dans les conditions qui ont été approuvées l’année précédente par le Parlement.
Ces procédures d'urgence n'interrompent pas la discussion du projet de loi de finances, qui se poursuit en vue d'une promulgation au cours de l'année.
Ces procédures ont été mises en œuvre dans trois circonstances au cours de la Cinquième République : l’adoption séparée de la première partie de loi de finances à la fin de l’année 1962 en raison d’élections législatives, le vote d'une loi spéciale autorisant seulement la perception des recettes fiscales à la fin de l’année 1979 en raison d’une censure de la loi de finances par le Conseil constitutionnel, et le dépôt d'un projet de loi de finances spéciale le 11 décembre 2024 à la suite de la censure du gouvernement Barnier.

## La loi de finances rectificative et la loi de finances de fin de gestion
Une loi de finances rectificative (LFR), connue dans le langage courant sous le nom de « collectif budgétaire », a pour but de corriger à la hausse ou à la baisse les dépenses et recettes prévues en loi de finances initiale. Votée en cours d'année, elle modifie les dispositions des lois de finances initiales compte tenu de l'évolution de la conjoncture économique et financière ; en France, il y a eu 652 lois rectificatives entre 1952 et 1986.
La loi de finances de fin de gestion, dont la forme est très proche de la loi de finances rectificative, ne peut comporter de dispositions relatives aux recettes.

## La loi relative aux résultats de la gestion et portant approbation des comptes
La loi relative aux résultats de la gestion et portant approbation des comptes (anciennement loi de règlement) arrête le montant définitif des recettes et des dépenses du budget auquel elle se rapporte, ainsi que le résultat budgétaire qui en découle. Le cas échéant, elle ratifie les modifications apportées par décret d’avance aux crédits ouverts par la dernière loi de finances afférente à cette année et ouvre, pour chaque programme ou dotation concerné, les crédits nécessaires pour régulariser les dépassements constatés résultant de circonstances de force majeure dûment justifiées et procède à l'annulation des crédits n'ayant été ni consommés ni reportés.
La LOLF énonce que « le projet de loi de règlement est déposé au plus tard le 1er mai de l'année suivant celle de l'exécution du budget auquel il se rapporte ». Une assemblée parlementaire ne peut examiner à l'automne de l'année N la loi de finances pour l'année N+1 avant d'avoir voté en première lecture sur la loi de règlement relative à l'année N-1. C'est ce qui s'appelle le "chaînage vertueux".
Le projet de loi de règlement comprend un certain nombre d’annexes :
- le développement des recettes du budget général et le montant des dépenses fiscales ;
- des annexes explicatives, développant, par programme ou par dotation, le montant définitif des crédits ouverts et des dépenses constatées, en indiquant les écarts avec la présentation par titre des crédits ouverts, et les modifications de crédits demandées.
- une annexe explicative présentant les recettes et les dépenses effectives du budget de l’État ;
- les rapports annuels de performances, faisant connaître, par programme, en mettant en évidence les écarts avec les prévisions des lois de finances de l'année considérée, ainsi qu'avec les réalisations constatées dans la dernière loi de règlement (par exemple les objectifs, les résultats attendus et obtenus, les indicateurs et les coûts associés) ;
- des annexes explicatives développant, par programme ou par dotation, pour chaque budget annexe et chaque compte spécial, le montant définitif des recettes et des dépenses constatées, des crédits ouverts ou du découvert autorisé, ainsi que les modifications de crédits ou de découvert demandées,
- le compte général de l’État, qui comprend la balance générale des comptes, le compte de résultat, le bilan[LO 18].

### Constitution de 1958 et loi organique
La première source de l’article est la Constitution de 1958 dans sa version actuelle. Il est possible également de se reporter à l’article Wikipédia Constitution française du 4 octobre 1958, aux articles sur chaque article de la Constitution et aux références associées.
1. 1 2 3 4  Article 47
2. ↑  Article 39
3. ↑  Article 42, alinéa 2

Loi organique relative aux lois de finances
1. 1 2  Article 1
2. ↑  Article 38
3. 1 2  Article 39
4. ↑  Article 47
5. ↑  Article 40
6. ↑  Article 39, alinéa 2
7. ↑  Article 51.5°
8. ↑  Article 51.4°
9. ↑  Article 50
10. ↑  Article 51.8°
11. ↑  Article 34.I.2°, II.7°
12. ↑  Article 42
13. ↑  Article 34.I
14. ↑  Article 45
15. ↑  Article 35
16. ↑  Article 37
17. ↑  Article 46
18. ↑  Article 54

### Autres références
1. ↑  Jean-Pierre Camby et Gérald Sutter, Le budget de l'Etat : la LOLF, Issy-les-Moulineaux, LGDJ, 2019 (ISBN 978-2-275-06539-7)
2. ↑  J.-F. Bocquillon et M. Mariage, Économie générale : première G, Paris, Bordas, 1989, 212 p. (ISBN 2-04-018961-0), p. 119
3. 1 2  Lois de finances et lois de financement à l'Assemblée nationale, p3, ch2, s1, Une règle constitutionnelle stricte
4. ↑  Lois de finances et lois de financement à l'Assemblée nationale, p1, ch3, sec1, La présentation du projet par le Gouvernement
5. ↑  Le budget, un squelette et des biscuits secs, making-of.afp.com, 3 octobre 2014, par Aurélia End
6. ↑  Article 48 de la Constitution
7. ↑  Lois de finances et lois de financement à l'Assemblée nationale, p2, ch1, Le rôle respectifs des huit commissions permanentes
8. ↑  Lois de finances et lois de financement à l'Assemblée nationale, p3, ch4, s1, Les irrecevabilités financières
9. ↑  Lois de finances et lois de financement à l'Assemblée nationale, p3, ch4, s3, Le vote des crédits et des plafonds des autorisations d’emplois
10. ↑  Lois de finances et lois de financement à l'Assemblée nationale, p3, ch3, s1, Une organisation spécifique
11. ↑  « Dossiers législatifs - LOI n° 2018-1317 du 28 décembre 2018 de finances pour 2019 », sur Légifrance
12. 1 2  Lois de finances et lois de financement à l'Assemblée nationale, p1, ch3, s2, Le dépôt du projet et de ses annexes
13. ↑  Article 7 de la loi organique no 2012-1403 du 17 décembre 2012 relative à la programmation et à la gouvernance des finances publiques
14. 1 2  « Qu’est-ce qu'une loi spéciale ? », sur vie-publique.Fr, 3 décembre 2024.
15. ↑  « Pourquoi la France ne peut pas se retrouver sans budget : les exemples de 1962 et 1979 », sur ina.fr, 2 décembre 2024
16. ↑  « Projet de loi spéciale prévue par l’article 45 de la loi organique du 1er août 2001 relative aux lois de finances », sur Assemblée nationale.
17. ↑  Finances Publiques, Bousselhami, édition 2006